# Теодор Пеячевич
Теодор Пеячевич (на хърватски: Teodor Pejačević; на унгарски: Pejácsevics Tivadar; на немски: Theodor Pejatschewitsch) (24 септември 1855 г. – 22 юли 1928 г.) е бан на Хърватия, Славония и Далмация, министър и обществен деятел, представител на аристократичния род Пеячевичи.

## Биография
Теодор Пеячевич е роден в Нашице, Австрийска империя, днес град в източната част на Хърватия като най-голям син на граф Ладислав Пеячевич. Неговият прадядо Карл Фердинанд III е основател на нащицкия клон в рода Пеячевич.
Завършва право в университетите на Бон и Будапеща, дипломирайки се като доктор по право. След това работи към администрацията в Осиек и Загреб. Избран е за депутат в хърватския парламент. По това време е индустриален магнат и един от най-заможните хора в Хърватско. От 1886 до 1901 г. е жупан на град Вировитица.

## Бан на Хърватия
Бащата на Теодор Пеячевич е бан на Хърватия в периода 1880 – 1883 г. След него на този пост е избран унгарският граф Карой Куен-Хедервари де Хедервар, поддръжник на маджаризацията. Съпротивата срещу предприетите от него стъпки в тази насока е толкова голяма в страната, че през 1903 г. се стига до антиунгарски изстъпления в цяла Хърватия. Намесва се армията и се стига до жертви. За да се успокои обстановката, граф Куен-Хедервари де Хедервар е преместен на по-високия пост първи министър на Кралство Унгария, а за бан на Хърватия е избран Теодор Пеячевич.
Най-важното събитие по време на управлението на Пеячевич е създаването на хърватско-сръбския съюз, обединил опозиционно настроените към маджаризацията хърватски политически сили с политическите партии на живеещите в Хърватско сърби. От 1906 г. този съюз е мнозинство в хърватския парламент. Пеячевич подкрепя коалицията и доколкото е възможно се противопоставя на маджаризацията. През 1907 г. подобно на своя баща преди това той сам подава оставка след като унгарското правителство се опитва да прокара унгарския език като единствен официален за железопътния транспорт в Хърватия.
От 1913 до 1916 г. е министър без портфейл на Хърватия, Славония и Далмация в унгарското правителство. След избухването на Първата световна война на 22 август 1914 г. е задържан и интерниран от френските власти. Сменен е на поста с унгарския политик Ищван Тиса.
Теодор Пеячевич умира във Виена на 22 юли 1928 г. От петте му деца най-голяма известност придобива дъщеря му Дора Пеячевич, един от големите хърватски композитори.